# Лискате
Лиска́те (итал. Liscate) — коммуна в Италии, в провинции Милан области Ломбардия.
Население составляет 3408 человек, плотность населения составляет 379 чел./км². Занимает площадь 9 км². Почтовый индекс — 20060. Телефонный код — 02.
Покровителями коммуны почитаются Пресвятая Богородица, празднование в первое воскресение октября, и святой великомученик Георгий.